# Aleksander Wist

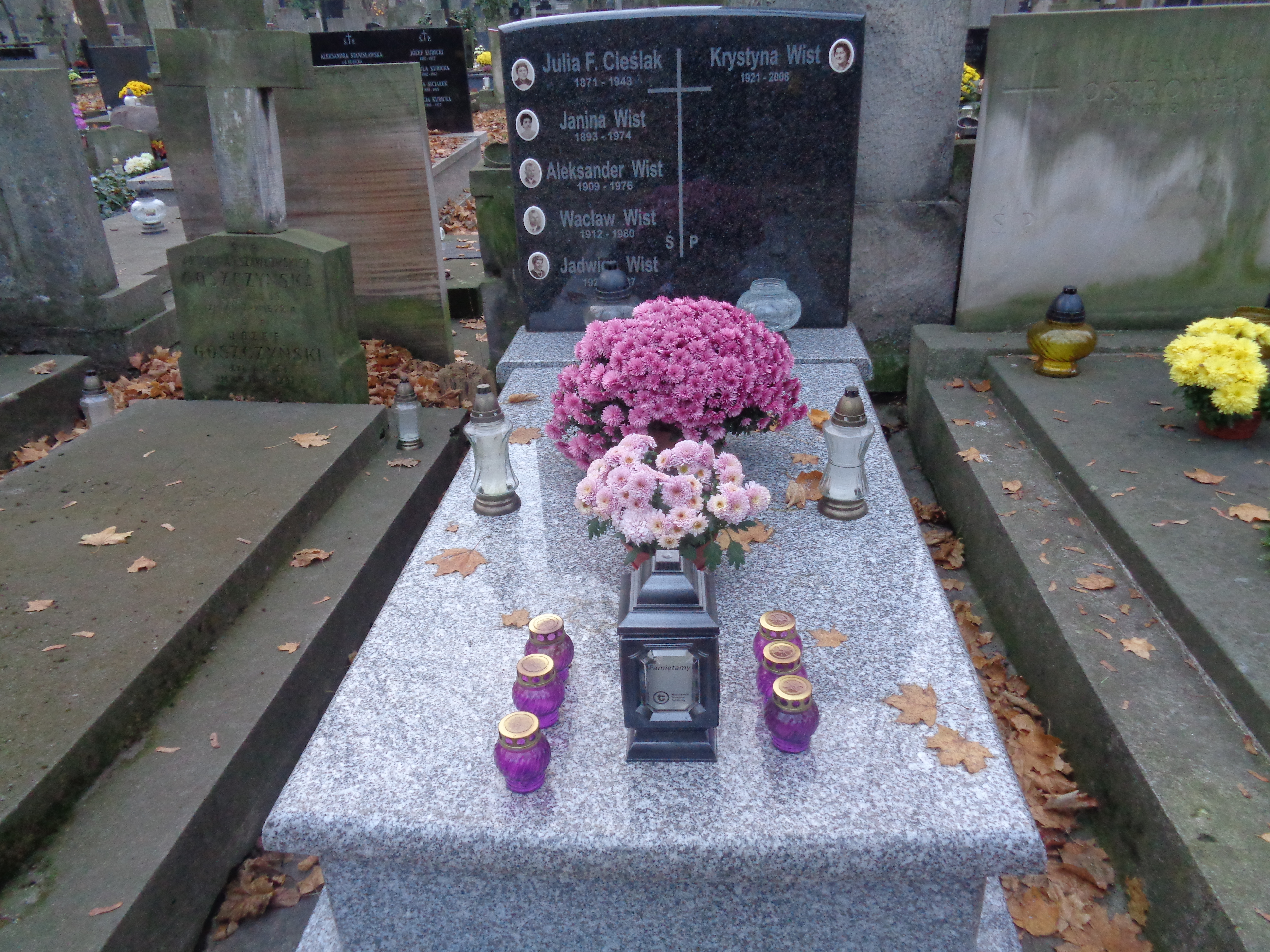
Grób Aleksandra Wista na cmentarzu Powązkowskim

Aleksander Wist (ur. 22 listopada 1909, zm. 1976 w Warszawie) – technik, wynalazca i konstruktor.
Wieloletni pracownik warszawskiej komunikacji miejskiej, w latach 1947-1974 pracownik Miejskiego Przedsiębiorstwa Komunikacyjnego, później Miejskich Zakładów Autobusowych. Był zatrudniony na stanowisku kierownika działu technicznego ds. autobusów i kierownika Zakładu Eksploatacji Autobusów „Redutowa”.
Aleksander Wist był współtwórcą prototypu polskiego autobusu przegubowego, który powstał w 1963 z dwóch uszkodzonych autobusów Škoda 706 RTO MEX. Nowo powstały model otrzymał nazwę Jelcz AP-02. Podczas próbnej eksploatacji okazało się, że pojazd posiada wady konstrukcyjne. Po wprowadzeniu zmian konstrukcyjnych Jelczańskie Zakłady Samochodowe rozpoczęły seryjną produkcję wersji przegubowej oznaczonej jako Jelcz 021.
Nie był to jedyny wynalazek Aleksandra Wista, w 1975 wraz z zespołem stworzył i opatentował sygnalizator zaniżonego ciśnienia powietrza w kołach samochodowych.
Został pochowany na cmentarzu Powązkowskim (kwatera 214-1-20).